# Campeonato da Europa de Atletismo de 2014 - Lançamento de disco masculino
A prova do lançamento de disco masculino do Campeonato da Europa de Atletismo de 2014 foi disputada entre os dias 12 e 13 de agosto de 2014 no Estádio Letzigrund em Zurique, na Suíça. 

## Recordes
Antes desta competição, os recordes mundiais e do campeonato nesta prova eram os seguintes:
|                       | Nome              | Nacionalidade     | Distância | Local          | Data                |
| --------------------- | ----------------- | ----------------- | --------- | -------------- | ------------------- |
| Recorde mundial       | Jürgen Schult     | Alemanha Oriental | 74m 08cm  | Neubrandenburg | 6 de junho de 1986  |
| Recorde do campeonato | Piotr Małachowski | Polónia           | 68m 87cm  | Barcelona      | 1 de agosto de 2010 |
| Recorde europeu       | Jürgen Schult     | Alemanha Oriental | 74m 08cm  | Neubrandenburg | 6 de junho de 1986  |

## Medalhistas
| Ouro                 | Prata             | Bronze               |
| Robert Harting (GER) | Gerd Kanter (ESP) | Robert Urbanek (POL) |

## Cronograma
Todos os horários são locais (UTC+2).
| Data         | Hora  | Evento       |
| ------------ | ----- | ------------ |
| 12 de agosto | 17:15 | Qualificação |
| 13 de agosto | 20:35 | Final        |

## Resultados

### Qualificação
Qualificação: Desempenho de 64.0 m (Q) ou os 12 melhores qualificados (q).
| Posição | Grupo | Atleta               | Nacionalidade | #1    | #2    | #3    | Resultados | Notas |
| ------- | ----- | -------------------- | ------------- | ----- | ----- | ----- | ---------- | ----- |
| 1       | A     | Robert Harting       | Alemanha      | 67.01 |       |       | 67.01      | Q     |
| 2       | A     | Gerd Kanter          | Estónia       | 65.79 |       |       | 65.79      | Q     |
| 3       | B     | Piotr Małachowski    | Polónia       | 61.39 | 63.17 | 64.98 | 64.98      | Q     |
| 4       | B     | Andrius Gudžius      | Lituânia      | 64.44 |       |       | 64.44      | Q     |
| 5       | B     | Daniel Jasinski      | Alemanha      | 64.11 |       |       | 64.11      | Q     |
| 6       | B     | Martin Wierig        | Alemanha      | 63.89 | 63.74 | 63.96 | 63.96      | q     |
| 7       | A     | Robert Urbanek       | Polónia       | 62.77 | 62.69 | 63.91 | 63.91      | q     |
| 8       | B     | Viktor Butenko       | Rússia        | 62.96 | x     | x     | 62.96      | q     |
| 9       | B     | Martin Kupper        | Estónia       | 60.35 | 62.49 | 62.61 | 62.61      | q     |
| 10      | A     | Frank Casañas        | Espanha       | 60.45 | 62.08 | 62.32 | 62.32      | q     |
| 11      | B     | Mario Pestano        | Espanha       | 59.47 | 61.57 | 62.10 | 62.10      | q     |
| 12      | B     | Axel Härstedt        | Suécia        | x     | x     | 61.51 | 61.51      | q     |
| 13      | A     | Erik Cadée           | Países Baixos | 61.18 | x     | 58.65 | 61.18      |       |
| 14      | A     | Zoltán Kővágó        | Hungria       | 59.72 | 61.14 | x     | 61.14      |       |
| 15      | A     | Gerhard Mayer        | Áustria       | 60.78 | x     | x     | 60.78      |       |
| 16      | A     | Apostolos Parellis   | Chipre        | 59.22 | 57.79 | 60.32 | 60.32      |       |
| 17      | A     | Danijel Furtula      | Montenegro    | 59.82 | 60.23 | 59.69 | 60.23      |       |
| 18      | A     | Roland Varga         | Croácia       | 56.50 | 59.94 | 58.33 | 59.94      |       |
| 19      | A     | Yeóryios Trémos      | Grécia        | 59.86 | x     | 58.26 | 59.86      |       |
| 20      | B     | Philip Milanov       | Bélgica       | 59.85 | x     | 59.77 | 59.85      |       |
| 21      | A     | Virgilijus Alekna    | Lituânia      | 59.35 | 58.94 | x     | 59.35      |       |
| 22      | A     | Hannes Kirchler      | Itália        | 58.48 | 57.12 | 59.24 | 59.24      |       |
| 23      | B     | Giovanni Faloci      | Itália        | 57.36 | 59.04 | 58.16 | 59.04      |       |
| 24      | A     | Daniel Ståhl         | Suécia        | x     | 56.51 | 59.01 | 59.01      |       |
| 25      | A     | Gleb Sidorchenko     | Rússia        | 58.41 | x     | x     | 58.41      |       |
| 26      | B     | Aleksas Abromavičius | Lituânia      | x     | 57.10 | x     | 57.10      |       |
| 27 !    | B     | Niklas Arrhenius     | Suécia        | x     | x     | x     | NM         |       |
| 27 !    | B     | Märt Israel          | Estónia       | x     | r     |       | NM         |       |
| 27 !    | B     | Róbert Szikszai      | Hungria       | x     | x     | x     | NM         |       |
| 28 !    | B     | Oleksiy Semenov      | Ucrânia       |       |       |       | DNS        |       |

### Final
| Posição           | Atleta            | Nacionalidade | #1    | #2    | #3    | #4    | #5    | #6    | Resultados | Notas |
| ----------------- | ----------------- | ------------- | ----- | ----- | ----- | ----- | ----- | ----- | ---------- | ----- |
| Medalha de ouro   | Robert Harting    | Alemanha      | 63.94 | x     | 66.07 | –     | x     | x     | 66.07      |       |
| Medalha de prata  | Gerd Kanter       | Estónia       | 59.48 | x     | 64.75 | 63.31 | 62.82 | x     | 64.75      |       |
| Medalha de bronze | Robert Urbanek    | Polónia       | 63.67 | 63.81 | 62.10 | 61.55 | 62.16 | x     | 63.81      |       |
| 4                 | Piotr Małachowski | Polónia       | 62.01 | 59.96 | x     | x     | 63.54 | x     | 63.54      |       |
| 5                 | Viktor Butenko    | Rússia        | 62.80 | 62.71 | x     | 60.44 | 59.31 | 59.48 | 62.80      |       |
| 6                 | Mario Pestano     | Espanha       | 60.19 | 60.02 | 62.31 | –     | –     | –     | 62.31      |       |
| 7                 | Daniel Jasinski   | Alemanha      | 59.34 | 58.65 | 61.49 | x     | 62.04 | x     | 62.04      |       |
| 8                 | Frank Casañas     | Espanha       | 61.47 | 60.94 | 59.44 | 60.98 | x     | 61.08 | 61.47      |       |
| 9                 | Martin Kupper     | Estónia       | 59.50 | x     | 60.89 |       |       |       | 60.89      |       |
| 10                | Andrius Gudžius   | Lituânia      | 60.82 | 59.85 | 57.56 |       |       |       | 60.82      |       |
| 11                | Martin Wierig     | Alemanha      | 59.68 | x     | 60.82 |       |       |       | 60.82      |       |
| 12                | Axel Härstedt     | Suécia        | 60.01 | 59.63 | x     |       |       |       | 60.01      |       |

Legenda
| Recorde mundial       | Recorde mundial (World record)               |                       | Recorde africano                      | Recorde africano (African) |                                           | Q | Classificado por posição (Qualified) |
| Recorde do campeonato | Recorde do campeonato (Championship record)  | Recorde da América    | Recorde da América (Americas)         | q                          | Classificado por melhor tempo (Qualified) |   |                                      |
| Melhor marca do ano   | Melhor marca do ano (World leading)          | Recorde asiático      | Recorde asiático (Asian)              | DNS                        | Não largou (Did not start)                |   |                                      |
| Recorde nacional      | Recorde nacional (National record)           | Recorde europeu       | Recorde europeu (European)            | DNF                        | Não terminou (Did not finish)             |   |                                      |
| Recorde pessoal       | Recorde pessoal do atleta (Personal best)    | Recorde da Oceania    | Recorde da Oceania (Oceania)          | DSQ / DQ                   | Desclassificado (Disqualified)            |   |                                      |
| Recorde da temporada  | Recorde da temporada do atleta (Season best) | Recorde sul-americano | Recorde sul-americano (South America) | NM                         | Sem marca (No mark)                       |   |                                      |